# 紙牌屋 (小說)
《紙牌屋》（英語：House of Cards）是英國作家迈克尔·多布斯所撰寫的政治驚悚小說，在1989年7月出版。故事講述保守黨的虛構首席黨鞭法蘭西斯·厄克特，以及他用不道德且操縱的手段，成為黨魁及英國首相。
如英國電視劇一樣，接續《紙牌屋》的小說有《戲王者》和《最後一擊》，兩本小說的電視劇版分別在1993年和1995年放映。

## 背景
迈克尔·多布斯自1977年起在保守黨工作，1986年和1987年擔任首相戴卓爾夫人的幕僚長。1987年6月4日，即同年的大選前一個星期，多布斯遭到戴卓爾奚落。據其中一名與會者所言，戴卓爾因擔心敗選，而「幾乎歇斯底里，不斷揮動手臂」。多布斯指出「戴卓爾夫人猛烈的斥責我，對我特別的殘酷。她將她的痛苦、怨憤、沮喪，全部發洩在我身上。但事實上，我似乎是會議室中最無辜的一人。」
多布斯卸任幕僚長的同年，他陪同妻子到马耳他渡假。當坐在游泳池旁休息時，多布斯亂寫了「FU」兩個字，以及畫了兩隻豎起的中指。繼而成為了《紙牌屋》主角－法蘭西斯·厄克特的姓名簡稱。多布斯表示，他其實並沒有真正打算寫這本書，「全部事都未曾計劃過，原本只是一個笑話，一場意外。我沒有打算過做作家，甚至沒有想過完成這本書。這只是渡假的消遣活動而已。」多布斯強調這本不是「報復的書」，但「我寫進《紙牌屋》的大部分內容都是取材自我見證過、參與過、完成過、或曾目擊別人做過的事情。」他又指出此書並非評論當代政治，部分靈感是來自莎士比亞的作品。

## 劇情
首相戴卓爾夫人掛冠後，執政的保守黨即將選出新的領袖。消極溫和派的亨利·郝令域最終在黨魁選舉中勝出，接任首相。下議院首席黨鞭法蘭西斯·厄克特私底下十分鄙視這個友善但無能的首相，不過仍然希望能夠晉升為內閣重臣。大選過後，失去部分議席的保守黨仍然控制下議院。此時，厄克特提議郝令域改組內閣，暗中盼望得以升職。不過，郝令域以1962年長刀之夜帶來的慘痛後果為由拒絕改組。厄克特誓言要將他拉下馬。
厄克特利用他首席黨鞭的職能，先是向記者外洩機密資料，逼使他請辭。大部分的資料都是外洩給《每日电讯报》的一名年輕記者馬蒂·薛多琳。厄克特繼而製造、捏造或公開醜聞，淘汰政敵，繼而無憂無慮接替郝令域。他所作的包括：威脅公開教育大臣歐夏德召男妓的照片；製造車禍令衛生大臣彼得·麥肯齊意外撞倒殘疾人士；以一夜情的錄音帶，勒索外交大臣柏德烈·禾頓。而最後的對手－環境大臣米高·森姆斯，就被傳媒揭發曾在就讀大學之時支持極左政策，最終被逼退選。唯一候選人厄克特，勝利在望。
最後一輪黨魁選舉前夕，厄克特謀殺了染上毒癮且越來越不穩定的保守黨公共關係顧問羅傑·奧尼爾。奧尼爾曾被厄克特下令協助他將郝令域拉下馬，他在死前被邀請到厄克特的南安普敦鄉村別墅。厄克特灌醉他後，將毒鼠藥混入可卡因，令他在歸家途中毒發身亡。
薛多琳揭發厄克特所作的所有事後，與他在西敏宫天台花園當面對質。厄克特向她承認所作的一切後，就跳樓自盡。

### 修訂版
電視劇版本中，厄克特並沒有自殺，而是將薛多琳從天台花園拋下樓，以此埋下伏線。另外，電視劇中的薛多琳工作的報社是虛構的《記事報》。新修訂的小說也修改了相關情節，配合電視劇的發展。

## 改編作品
由安德鲁·戴维斯改編和英國廣播公司製作的電視劇版本在1990年放映，至於由內維爾·泰勒所寫的廣播劇版本則在1996年於BBC廣播四台播放。2013年，Netflix根據本小說和英國電視劇版，製作美國電視劇版本，並以華盛頓特區為故事場地設定。2018年，阿根廷的Pol-Ka和Cablevision Flow宣布將會拍攝紙牌屋的阿根廷改編版，原定2019年首映，但至2020年都沒有後話。

## 外部鏈結
- 官方网站